# 393d Bomb Squadron

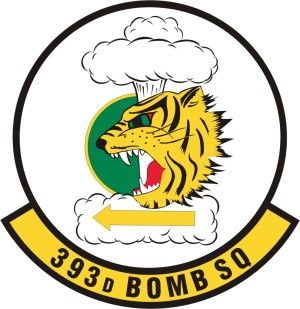
Insigne du 393d Bomb Squadron.

Le 393d Bomb Squadron (393 BS) fait partie de la 509th Bomb Wing basée à la base aérienne Whiteman, dans le Missouri.
Cette unité militaire est la seule à avoir mené une attaque nucléaire contre un ennemi en combat. En effet, pendant la Seconde Guerre mondiale, ses avions ont bombardé Hiroshima le 6 août 1945 et Nagasaki le 9 août 1945 avec des bombes atomiques.